# Eishockey-Oberliga 1960/61
Die Saison 1960/61 der Eishockey-Oberliga war die dritte Spielzeit der Liga als zweithöchste deutsche Eishockeyspielklasse unter der Bundesliga. Dem im Vorjahr aus der höchsten Spielklasse abgestiegenen ESV Kaufbeuren gelang als Oberliga-Meister durch Siege in den Relegationsspielen gegen den Letzten der Bundesliga, den VfL Bad Nauheim, der sofortige Wiederaufstieg in die erste Liga.

## Teilnehmer
- Berliner Schlittschuhclub
- Düsseldorfer EG
- Kölner EK
- EV Landsberg
- ESV Kaufbeuren (Absteiger)
- EV Landshut
- TEV Miesbach
- SG Nürnberg
- ERC Sonthofen (Neuling)
- SC Ziegelwies

## Modus
Wie im Vorjahr spielten die zehn Mannschaften eine Einfachrunde aus, sodass jeder Verein jeweils ein Heim- und ein Auswärtsspiel gegen jede andere Mannschaft bestritt. Der Oberligameister hatte am Ende der Spielzeit in einer Relegationsrunde gegen den Letzten der Bundesliga die Chance, in die höchste Spielklasse aufzusteigen. Der Tabellenletzte sollte absteigen. Da die Liga in der folgenden Spielzeit auf zwölf Mannschaften aufgestockt wurde, gab es keinen Absteiger.
Die Meister der Landesligen spielten einen Aufsteiger in die Oberliga auf. Durch die Aufstockung stieg neben dem Sieger auch der Zweitplatzierte auf.

## Abschlusstabelle
|     | Klub                      | Sp | S  | U | N  | Tore    | Punkte |
| --- | ------------------------- | -- | -- | - | -- | ------- | ------ |
| 01. | ESV Kaufbeuren            | 18 | 17 | 1 | 0  | 146:047 | 35:01  |
| 02. | EV Landshut               | 18 | 14 | 0 | 04 | 134:070 | 28:08  |
| 03. | SG Nürnberg               | 18 | 10 | 3 | 05 | 087:068 | 23:13  |
| 04. | SC Ziegelwies             | 18 | 09 | 2 | 07 | 096:086 | 20:16  |
| 05. | ERC Sonthofen             | 18 | 08 | 0 | 10 | 099:114 | 16:20  |
| 06. | Berliner Schlittschuhclub | 18 | 07 | 1 | 10 | 081:126 | 15:21  |
| 07. | TEV Miesbach              | 18 | 07 | 0 | 11 | 093:097 | 14:22  |
| 08. | Düsseldorfer EG           | 18 | 07 | 0 | 11 | 091:098 | 14:22  |
| 09. | EV Landsberg              | 18 | 05 | 0 | 13 | 072:128 | 10:26  |
| 10. | Kölner EK                 | 18 | 02 | 1 | 15 | 059:124 | 05:31  |

Abkürzungen: Sp = Spiele, S = Siege, U = Unentschieden, N = Niederlagen.

Erläuterungen: Relegation mit Bundesliga

## Aufstieg in die Oberliga

### Gruppe Nord
Nordrhein-Westfalen stellte keinen Teilnehmer
1. Runde
- RESG Hannover (Niedersachsen) – Berliner FC Preussen (Berlin) 5:4
- Hamburger SC (Hamburg) verzichtete gegen Eintracht Frankfurt (Hessen)

2. Runde
- Eintracht Frankfurt – RESG Hannover 16:1, 10:1

### Gruppe Süd
Baden stellte keinen Teilnehmer.
- ERV Ravensburg (Württemberg) – EC Oberstdorf (Bayern) 5:6, 5:10

### Finale
- Eintracht Frankfurt – EC Oberstdorf 6:2, 3:5, 2:0 (in Stuttgart)